# Вила-де-Ала
Вила-де-Ала (порт. Vila de Ala)  —  населённый пункт и район в Португалии,  входит в округ Браганса. Является составной частью муниципалитета  Могадору. По старому административному делению входил в провинцию Траз-уж-Монтиш и Алту-Дору. Входит в экономико-статистический  субрегион Алту-Траз-уш-Монтеш, который входит в Северный регион. Население составляет 359 человек на 2001 год. Занимает площадь 26,52 км².